# Viol

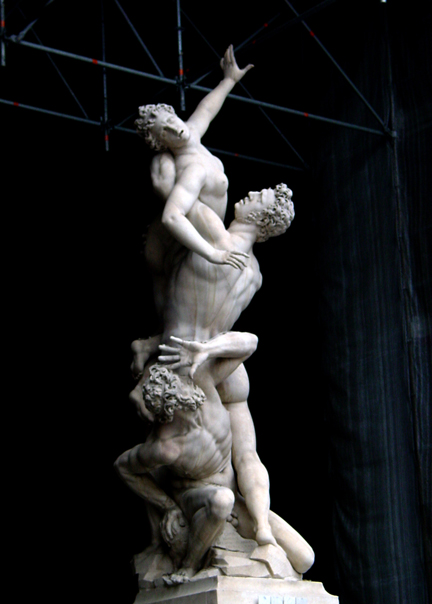
Răpirea sabinelor, sculptură din Florența

Violul este o infracțiune pedepsită de lege, care se referă la un act sexual care are loc împotriva voinței unuia din parteneri.
Acest fenomen este cunoscut deja din antichitate, prin violarea sclavilor. Violurile au avut loc și în majoritatea războaielor când, în afară de femei, au fost violați și copii. Violurile au uneori loc în închisori sau lagăre. Persoana violată este traumatizată psihic, iar traumele pot dura toată viața.
Potrivit art. 218 alin. 1 din Codul penal al României, „raportul sexual, actul sexual oral sau anal cu o persoană, săvârșit prin constrângere, punere în imposibilitate de a se apăra ori de a-și exprima voința sau profitând de această stare, se pedepsește cu închisoarea de la 3 la 10 ani și interzicerea exercitării unor drepturi”.

## Infracțiunea de viol în legislația română
În noul cod penal al României, intrat în vigoare la 01 februarie 2014, infracțiunea de viol face parte din Titlul I - Infracțiuni contra persoanei, Capitolul VIII - Infracțiuni contra libertății și integrității sexuale.
În România, definiția infracțiunii de viol a evoluat în timp. Astfel, în codul penal din 1968, care a intrat în vigoare la data de 01.01.1969, violul a fost definit inițial ca "Raportul sexual cu o persoană de sex feminin, prin constrângerea acesteia, sau profitând de imposibilitatea ei de se apăra ori de a-și exprima voința", urmând ca definiția să fie schimbată în 2000 ca fiind "Actul sexual, de orice natură, cu o altă persoană, prin constrângerea acesteia sau profitând de imposibilitatea ei de a se apăra ori de a-și exprima voința", pentru a fii ulterior modificată prin OUG 89/2001 în "Actul sexual, de orice natură, cu o persoană de sex diferit sau de același sex, prin constrângerea acesteia sau profitând de imposibilitatea ei de a se apăra ori de a-și exprima voința". În noul cod penal, care a intrat în vigoare în 2014, violul este definit în alin 1 ca "Raportul sexual, actul sexual oral sau anal cu o persoană, săvârșit prin constrângere, punere în imposibilitate de a se apăra ori de a-și exprima voința sau profitând de această stare", iar în alin 2. se stipulează că "Cu aceeași pedeapsă se sancționează orice alte acte de penetrare vaginală sau anală comise în condițiile alin. (1)."
Termenul legal de "constrângere" este unul consacrat în legislația română, el apărând atât în partea specială a codului penal, în definiția mai multor infracțiuni, dar în și în partea generală a codului, făcându-se referire la "Constrângerea fizică" (art 24), și "Constrângerea morală" (Art 25). În general, prin constrângere fizică se înțelege utilizarea violenței/forței fizice iar prin constrângere morală se înțelege amenințarea. Starea de "imposibilitate de a se apăra" sau de "imposibilitate de a-și exprima voința" sunt de asemenea relevante pentru comiterea infracțiunii de viol (și pentru alte infracțiuni), când autorul fie a pus victima în această stare, fie a profitat de această stare preexistentă a victimei. În cazul în care nu există nici-unul dintre acești factori de coerciție, dar relația sexuală are loc cu un copil sub 15 ani, fapta constituie doar infracțiunea de act sexual cu un minor (Art 220 în noul cod penal).

## Violul în timpul conflictului armat
Violul are loc de multe ori în timpul conflictelor armate, fiind folosit în mod sistematic ca armă de război. De exemplu în timpul Războiul Bosniac se estimează că între 20.000 și peste 50.000 de femei au fost violate. În Statutul de la Roma al Curții Penale Internaționale violența sexuală în masă pe timp de conflict armat este considerată o crimă împotriva umanității: Articolul 7 (1) stipulează: "În scopurile prezentului statut, prin crimă împotriva umanității se înțelege una dintre faptele menționate mai jos, când aceasta este comisă în cadrul unui atac generalizat sau sistematic lansat împotriva unei populații civile și în cunoștință de acest atac:(...) g) violul, sclavajul sexual, prostituția forțată, graviditatea forțată, sterilizarea forțată sau orice altă formă de violență sexuală de o gravitate comparabilă"  De asemenea este definit și ca crimă de război în articolul 8(2)(xxii). Codul penal roman conține de asemenea astfel de infracțiuni: Art. 439(1)(f) și Art. 440 (1)(d).

## Violul marital
Violul marital (denumit și viol conjugal), ca formă a violenței sexuale exercitată împotriva femeii, a fost și continuă să fie perceput ca un act aparținând sferei normalității prin prisma tradiției patriarhale ce a influențat și sfera juridică.
Violul marital este mai dificil de identificat și legiferat din cauza concepțiilor legate de căsătorie conform cărora este de „datoria“ femeii să întrețină relații sexuale cu soțul ei ori de câte ori acesta dorește, dorința ei fiind minimalizată.
Deși violul marital a fost incriminat de legislația românească prin Legea 197/2000 este încă nevoie de timp pentru a accepta că instituția căsătoriei nu este o cetate în interiorul căreia soțul are imunitate. Legea 197/2000 a incriminat violului între soți, prin abrogarea art.197 alin.5 C.pen. și instituirea agravantei speciale din alin.2 lit.b1 cu privire la victima care este membru de familie ("Pedeapsa este închisoare de la 5 la 15 ani, dacă ... b1) victima este membru al familiei") or, conform art..1491 C.pen., membru de familie este și soțul făptuitorului. Această prevedere de agravantă referitoare la membrii de familie nu se mai regăsește în noul Cod penal, art. 218, ci doar referința la rudă în linie directă, la frate și la soră, violul marital fiind astfel incriminat în forma simplă a infracțiunii de viol (adică fără a constitui o agravantă).
Violul marital este de asemenea considerat de legislația României o forma de violență în familie - Legea 25/2012 privind modificarea și completarea Legii nr. 217/2003 pentru prevenirea și combaterea violenței în familie are următoare definiție: Art. I (4) "Violența în familie se manifestă sub următoarele forme ... d) violența sexuală – agresiune sexuală, impunere de acte degradante, hărțuire, intimidare, manipulare, brutalitate în vederea întreținerii unor relații sexuale forțate, viol conjugal".
Legea Nr. 45 din 01.03.2007 cu privire la prevenirea și combaterea violenței în familie, din Republica Moldova, se referă de asemenea la violul marital cu următoarea definiție: "violență sexuală - orice violență cu caracter sexual sau orice conduită sexuală ilegală în cadrul familiei sau în alte relații interpersonale, cum ar fi violul conjugal, interzicerea folosirii metodelor de contracepție, hărțuirea sexuală; orice conduită sexuală nedorită, impusă; obligarea practicării prostituției; orice comportament sexual ilegal în raport cu un membru de familie minor, inclusiv prin mângâieri, sărutări, pozare a copilului și prin alte atingeri nedorite cu tentă sexuală; alte acțiuni cu efect similar;"
Legile împotriva violului conjugal sunt de multe ori necunoscute de către populație, de exemplu un sondaj de opinie din Ungaria în 2006, a arătat că deși violul conjugal a fost incriminat in 1997, 62% din respondenți nu știau de aceasta incriminare.

## Violul și incestul
Pana la intrarea în vigoare a noului cod penal a existat o situație de neclaritate în legătura cu relația dintre infracțiunea de viol și infracțiunea de incest. Prin Decizia nr. II din 23 mai 2005 a Înaltei Curți de Casație și Justiție a României s-a stabilit că raportul sexual cu o persoană de sex diferit, care este rudă în linie directă sau frate ori soră, prin constrângerea acesteia sau profitând de imposibilitatea ei de a se apăra ori de a-și exprima voința, constituie atât infracțiunea de viol prevăzută de art. 197 alin. 1 din Codul penal și alin. 2 lit. b1) din același articol (dacă victima locuiește și gospodărește împreună cu făptuitorul), cât și infracțiunea de incest prevăzută de art. 203 din Codul penal, în concurs ideal.
Noul cod penal clarifică acest lucru: relațiile sexuale forțate cu o rudă în linie directă, frate sau soră, constituie o formă agravantă a infracțiunii de viol, pe când relațiile sexuale consimțite cu o rudă în linie directă, frate sau soră, constituie infracțiunea de incest (Art. 377: Incestul, Raportul sexual consimțit, săvârșit între rude în linie directa sau între frați și surori, se pedepsește cu închisoarea de la un an la 5 ani).

## Violul împotriva deținuților
Violul are loc, în unele țari, destul de frecvent în închisori, unde deținuții sunt victimele altor deținuți, și uneori, ale personalului. Din cauza faptului ca deținuții sunt stigmatizați, abuzul sexual împotriva lor este adesea ignorat de către autorități. De exemplu, Curtea Europeană a Drepturilor Omului în decizia JL c. Letonia (2012), a condamnat Letonia pentru că nu a respectat obligația prevăzută în articolul 3 din Convenția Europeană a Drepturilor Omului de a efectua o investigație corecta a acuzațiilor de viol împotriva unui deținut, care fusese abuzat de alți deținuți drept pedeapsă pentru cooperarea cu poliția.
În România, violul poate fi comis, din punct de vedere legal, și împotriva unui bărbat. În decizia Curții de Apel Cluj‐Napoca, dec. nr. 126/A din 23 iunie 2011, s-a afirmat: „Realizarea raporturilor intime cu persoane de sex masculin, prin constrângerea acestora, neputința lor de a se apăra sau de a-și exprima voința, constituie forma cea mai brutală de încălcare a libertății lor sexuale și totodată, jignirea cea mai profundă ce li se poate aduce”.

## Obligații internaționale
Țările care ratifică Convenția Consiliului Europei privind prevenirea și combaterea violenței împotriva femeilor și a violenței domestice (denumită și Convenția de la Istanbul) au obligația de a incrimina violul și violența sexuală în conformitate cu articolul 36 al Convenției, raportat la articolul 43. România a a ratificat aceasta convenție în 2016.

## Perspectiva feministă
Violul reprezintă, alături de hărțuirea sexuală și violența domestică, o experiență predilect feminină. Refuzul victimei, lipsa consimțământului acesteia constituie diferența esențială dintre viol și actul sexual voit. În centrul discuțiilor purtate în societate și în tribunale se află însă ideea de credibilitate a victimei; aceasta trebuie să dovedească celorlalți că a fost vorba de un “viol real” (Estrich, 1987), adică nu și-a încurajat prin diverse mijloace agresorul/agresorii.
Alături de omor și furt, violul reprezintă una dintre cele mai vechi infracțiuni. Abia în secolul al XVIII-lea se face însă trecerea de la rapt (răpire) la viol, trecere care “presupunea o atenție mai mare acordată vătămării suferite de femeie, decât prejudiciului adus «proprietarului” ei” (Vigarello, 1998: 330). Jurisprudența societății secolelor al XIX-lea și al XX-lea a manifestat o mai mare exigență în definirea brutalității și o creștere continuă și gradată a intoleranței față de violența sexuală, dar a definit, în continuare, violul în funcție de viziunea masculină asupra sexualității umane.
Violul reprezintă o expresie a sexismului și a inegalității existente între bărbați și femei (MacKinnon, 1987: 81). Armele bărbatului sunt date de forța lui fizică și frica femeii (Brownmiller, 1975: 4-5). Astfel, violul sau amenințarea violului devin o modalitate eficientă de control social al femeilor, negându-li-se acestora dreptul de control asupra propriului corp și limitându-le libertatea de mișcare.
Pentru femei, violul reprezintă o experiență traumatizantă, motiv pentru care încă din copilărie sunt “socializate pentru viol” (Brownmiller, 1975), ele “învățând” o serie de reguli privind locurile sau persoanele pe care le pot frecventa, măsurile de evitare a pericolelor la care se expun dacă circulă neînsoțite seara sau în timpul nopții ș.a.m.d.
În ceea ce privește violul, în societatea contemporană continuă să existe mai multe prejudecăți, care nu fac altceva decât să inducă ideea că întreaga vină pentru agresiunea suferită revine femeii: 
1. femeile spun “nu”, dar înțeleg “da” ;
2. violul reprezintă o fantezie sexuală pe care o au, în egală măsură, atât femeile cât și bărbații;
3. bărbatul a fost “provocat” de comportamentul sau vestimentația femeii.
4. Aceste prejudecăți sunt întărite și perpetuate de imaginile pornografice difuzate de mass-media; pornografia este cea care susține, între altele, că femeile incită la, încurajează, cer și chiar au nevoie de violență sexuală (Dworkin, 1999: 166).

În realitate, nu există motive pentru a considera că pornografia este o cauză a violurilor.
Cel mai răspândit mit în legătură cu violul este acela că femeile sunt agresate de maniaci sexuali necunoscuți, care le acostează în locuri puțin umblate, de preferință seara sau noaptea. Totuși, aproximativ jumătate din violuri sunt comise de bărbați pe care femeia îi cunoaște și în care are încredere: un prieten, o rudă, soțul. (MacKinnon, 1987: 81).
În cazul violului între soți, situația este reglementată juridic doar în unele țări din lume. Din punctul de vedere al evoluției moravurilor, feministele radicale consideră chiar că “instituția căsătoriei are la origine practica violului” (Dworkin, 1999: 19), făcând referire la obiceiul răpirii femeii și transformării ei în soție proprie(ate). Violul conjugal (marital) a fost luat în discuție în mod public abia în ultimele două-trei decenii. Până atunci se considera că nu se poate vorbi de viol în cadrul căsătoriei, pentru că soția are îndatorirea conjugală de a avea relații sexuale cu soțul său, legătura căsătoriei garantând în principiu consimțământul părților. Refuzul "obligației conjugale" dă doar dreptul la divorț pentru celălalt soț, nu la impunerea prin constrângere a relației sexuale (acest lucru este explicat și în doctrină, vezi Instituția familiei în Noul Cod Civil, conf. univ. M Avram, jud. L M Andrei - pg. 109). În unele culturi se încurajează sau chiar se forțează căsătoria victimei violului cu agresorul ei. În acest context, de exemplu, în România, pana în anul 2000, conform Codului Penal, în fața justiției, căsătoria victimei cu agresorul îl exonera pe acesta de vină. Legea 197/2000 a abrogat clauza de nepedepsire a făptuitorului în ipoteza căsătoriei lui cu victima. Căsătoria după viol este considerată de unii juriști ca fiind “în unele cazuri o reală reparație morală” (fragment dintr-un document semnat de Sorin Moisescu, pe atunci președinte al Curții Supreme de Justiție, sursa: Evenimentul Zilei, nr. 1942, 12 nov. 1998: 6).
O problema majoră o constituie însă modalitatea de dovedire (probațiune) a violului. Jurista Monica Macovei (1995: 62) a constatat faptul că, în general, “virginitatea sau statutul de «femeie cinstită» (determinat prin verificarea vieții intime a femeii, având importanță statutul marital, cercul de prieteni, studiile, încadrarea în muncă, opiniile vecinilor) conferă suport susținerilor victimei cu privire la constrângere; neîncadrarea în una din cele două categorii lipsește afirmațiile femeii de credibilitate, din perspectiva celor care investighează cauza, iar șansele de incriminare a autorului violului sunt minime, considerându-se că raportul sexual a avut loc cu consimțământul femeii.” Lipsurile sistemului nostru juridic, combinate cu sentimentele de teamă, rușine și vină ale victimelor duc inevitabil la un număr destul de mic de procese penale, femeile preferând să ascundă faptul că au fost violate.
In mod tradițional, și încă în multe tari din lume astăzi, femeilor li se cerea sa opună o rezistenta maxima, riscându-și chiar și viața, pentru a-și salva 'onoarea' (sau 'reputația' familiei). In jurisprudența moderna s-a renunțat la aceasta cerința. În decizia penală nr.8 din 12.02.2010 a Curții de Apel Ploiești s-a afirmat, "trebuie avut în vedere că victima nu este obligată să opună rezistență sau să continue a rezista atunci când, din modul în care se exercită constrângerea, din intensitatea forței coercitive ca și din alte împrejurări concrete, ar rezulta că orice rezistență a ei ar fi zadarnică sau că, dacă s-ar opune ar fi expusă unui rău mai mare."  În Sentință penală 169 din 05.06.2009 a Judecătoriei Zalău, s-a afirmat: "Constrângerea morala presupune o amenințare de o asemenea intensitate încât îi inspira victimei o temere atât de puternica încât sa înfrângă rezistenta sau opoziția acesteia. Nu este necesar ca victima sa opună rezistenta, expunându-se produceri răului cu care a fost amenințată; dacă ea a ajuns la convingerea ca acest rău nu mai poate fi evitat decât prin acceptarea actului sexual, cerința legii referitoare la exercitarea constrângerii este îndeplinita."  Într-adevăr, faptul ca nu este nevoie neapărat ca victima violului sa opună rezistenta a fost hotărât și în decizia CEDO M.C. c. Bulgariei, nr. 39272/98, §§ 88-100. [para 166]
În accepția moderna a infracțiunii de viol, victima poate fii orice femeie, indiferent de "moralitatea" ei. Astfel victima poate fi chiar și o prostituata (vezi Decizia penala nr. 346/R, 09.09.2009, Tribunalul Vaslui, "Orice constrângere exercitată cu scopul determinării la raport sexual, orice nesocotire a dreptului de a consimți sau nu la aceasta constituie o încălcare a relațiilor sociale care asigură acest drept, pe care legea penală le pedepsește, indiferent dacă subiectul pasiv al infracțiunii este o persoană care a mai avut relații sexuale cu alți bărbați contra unor sume de bani sau nu și chiar dacă anterior ar fi fost condamnată pentru prostituție.")

## Probabilitatea de a fi violată de un necunoscut
| Sursa                                   | Partenerul actual sau un fost partener | O altă rudă | Cunoștință | Un necunoscut |
| --------------------------------------- | -------------------------------------- | ----------- | ---------- | ------------- |
| Statisitca Biroului Justiției din SUA   | 26%                                    | 7%          | 38%        | 26%           |
| Statistica guvernului australian        | 56%                                    | 10%         | 27%        | 8%            |
| Ministerul de interne al Marii Britanii | 45,4%                                  | 13,9%       | 29,6%      | 11%           |

## Statele Unite ale Americii
Violul în aer liber este rar. Peste două treimi din toate violurile au loc în casa cuiva. 31% au loc în locuințele făptuitorilor, 27% în locuințele victimelor și 10% în locuințele comune ale victimei și făptuitorului. 7% au loc la petreceri, 7% în vehicule, 4% în aer liber și 2% în baruri.
Între 2000 și 2005, 59% din violuri nu au fost denunțate autorităților.

## Pedepse corporale
În Codul Penal de pe vremea domnitorului Constantin Mavrocordat, în limbajul juridic al vremii, se prevedea că "Cel ce va fi prins cu ștromeleagul învârtoșat primpregiurul părților fătătoare ale muierii, i se va tăia scârbavnicul mădulariu, spre veșnica lui nefolosire".

## Literatură
- Brison, Susan J.: Vergewaltigt. Beck, Juli 2004 - ISBN 3-406-52199-1
- Brownmiller, Susan: Gegen unseren Willen. Vergewaltigung und Männerherrschaft. Frankfurt a. M., 1980, ISBN 3-596-23712-2
- Estrich, Susan, 1987, Real Rape. How the Legal System Victimizes Women who Say No, Cambridge, MA: Harvard University Press.
- Gerber, Daniel: Fünfzehn Dollar für ein Leben. Basel, Brunnen 2005, ISBN 3-7655-3843-4
- Greuel, Luise: Polizeiliche Vernehmung vergewaltigter Frauen. Weinheim 1993
- Heynen, Susanne: Vergewaltigt – die Bedeutung subjektiver Theorien für Bewältigungsprozesse nach einer Vergewaltigung. Weinheim, 2000
- Leuenberger, Peter M.: Vergewaltigungsmythen in der Literatur von 1980–2000 zum Thema Vergewaltigung. Solothurn 2003
- MacKinnon, Catherine, 1987, Feminism Unmodified. Discourses on Life and Law, Cambridge, MA: Harvard University Press.
- Macovei, Monica, 1995, “Violența împotriva femeilor” în Laura Grünberg, Mihaela Miroiu (coord.) Gen și societate. Ghid de inițiere, București: Ed. Alternative.
- Palmer, Craig T. und Randy Thornhill: A Natural History of Rape: Biological bases of sexual coercion. Cambridge, Mass.: MIT Pr. , 2000 - ISBN 0-262-20125-9
- Simon and Schuster, Dworkin, Andrea, 1981, Pornography: Men Possesing Women, London: The Women’s Press.
- Schliermann, Brigitte: Vergewaltigung vor Gericht. Hamburg 1993, ISBN 3-89458-123-9
- Balthasar, Susanne: Die Tatbestände der Vergewaltigung und sexuellen Nötigung. Eine rechtsvergleichende Betrachtung des deutschen und österreichischen Rechts mit Schwerpunkt im 20. Jahrhundert. Linz 2001, ISBN 3-85487-251-8
- re.ACTion (2007): Antisexismus_reloaded. Zum Umgang mit sexualisierter Gewalt - ein Handbuch für die antisexistische Praxis. Münster. ISBN 978-3-89771-301-7
- Vigarello, Georges, 1998, Histoire du viol, XVIe – XXe siècle, Paris: Éditions du Seuil. (în rom. Istoria violului. Secolele XVI – XX, trad. de Beatrice Stanciu, Timișoara: Ed. Amarcord.